# Adelowalkeria columbia
Adelowalkeria columbia är en fjärilsart som beskrevs av William Schaus 1892. Adelowalkeria columbia ingår i släktet Adelowalkeria och familjen påfågelsspinnare. Inga underarter finns listade i Catalogue of Life.